# Etiltriptamina
N-Etiltriptamina (NET), ou meramente etiltriptamina, é uma droga psicodélica, uma triptamina que é estruturalmente relacionada à N-metiltriptamina (NMT) e as drogas psicodélicas N,N-dimetiltriptamina (DMT) e N,N-dietiltriptamina (DET).